# بابی استار
بابی استار (انگلیسی: Bobbi Starr؛ زاده ۶ آوریل ۱۹۸۳) بازیگر پورنوگرافی پیشین اهل ایالات متحده آمریکا است.